# Antonio Fernández García (político)
Antonio Fernández García (Jerez de la Frontera, Cádiz, 15 de julio de 1956) es un político español del Partido Socialista Obrero Español. Exconsejero de Empleo de la Junta de Andalucía entre 2004 y 2010. Condenado a siete años, 11 meses y un día de cárcel, e inhabilitación absoluta durante 19 años, seis meses y un día, por los delitos continuados de malversación y prevaricación.
 

## Biografía
Licenciado en Derecho por la Universidad de Sevilla, ha sido profesor asociado en este centro y el la Universidad de Cádiz y abogado laboralista en las asesorías jurídicas de CCOO y UGT.
También ha sido concejal en el Ayuntamiento de Jerez de la Frontera y diputado por Cádiz, y ha ocupado diversos cargos desde que se incorporó a la administración autonómica en 1994.
Fue diputado en el Parlamento de Andalucía por Cádiz entre 1986 a 1990, y diputado en Diputación Provincial de Cádiz, cargo que ostento entre 1987 y 1994.
El 14 de marzo de 2011, Antonio Fernández fue imputado por el caso Mercasevilla, en el que se investigan 183 prejubilaciones irregulares, entre ellas la del propio exconsejero, pagadas con fondos públicos de la Junta de Andalucía. Fernández está acusado de los delitos de malversación de fondos públicos, prevaricación y tráfico de influencias. El 24 de abril de 2012, Antonio Fernández ingresó en prisión.

## Caso de corrupción: Caso ERE de Andalucía
El escándalo de los ERE en Andalucía, también conocido como ERE gate o caso del fondo de reptiles una red de corrupción política vinculada a la Junta de Andalucía dirigida por el Partido Socialista Obrero Español. El origen del escándalo está en la investigación actualmente en curso del caso de corrupción en la empresa sevillana Mercasevilla, en las que se detectaron prejubilaciones fraudulentas.
El 10 de septiembre de 2013 la jueza Alaya, titular del juzgado de Instrucción 6 de Sevilla quien tiene a su cargo el caso de los ERE falsos, le ha instruido derechos (es decir, le conmina a designar procurador y abogado para personarse en la causa) tanto a él como a su predecesor como Presidente de la Junta de Andalucía Manuel Chaves y a cinco exconsejeros del Gobierno andaluz: Antonio Ávila, Carmen Martínez Aguayo, Manuel Recio, Francisco Vallejo y José Antonio Viera. Fue investigado por corrupción en el Caso ERE. 
Finalmente, en septiembre de 2016 la fiscalía pide para él una pena de 8 años de cárcel y 30 de inhabilitación para cargos públicos por delitos continuados de prevaricación y malversación de caudales.
El martes 19 de noviembre de 2019, la Audiencia de Sevilla ha dictado sentencia condenando a Antonio Fernández, a la pena de 7 años, 11 meses y un día de prisión e inhabilitación absoluta por 19 años, y seis meses y un día, por malversación de caudales públicos y prevaricación continuada, por su implicación en el caso de los ERES de Andalucía.
En 2020 se archiva la causa por el ERE de la empresa EDM Séneca.